# Samuel Gili i Gaya
Samuel Gili i Gaya (Lleida, 16 de febrer de 1892 - Madrid, 8 de maig de 1976) va ser un filòleg i gramàtic català.
Estudià al col·legi dels Germans Maristes de Lleida, i cursà el batxillerat a l’Institut General i Tècnic de Lleida. L’any 1911 es llicencià en Farmàcia per la Universitat de Barcelona. Simultàniament estudià Filosofia i Lletres, primer a la Universitat de Barcelona i després a la Universitat de Madrid, llicenciant-se el 1915.
Mentre cursa els estudis de doctorat, coneix a Ramón Menéndez Pidal, amb qui col·labora al Centro de Estudios Históricos, on l’any 1916 aconsegueix una beca d’investigació.
Es va casar amb Mercè Maluquer i van tenir cinc fills. L'any 1918 va néixer una de les seves filles, Mercè, bibliotecària, qui es va casar amb el fill d'Alfred Perenya.
Paral·lelament als estudis de doctorat, a partir de 1919 també va exercir com a catedràtic d’institut en diversos centres, entre els quals l’Instituto Escuela de Madrid, que cap al 1920 estava iniciant una nova experiència pedagògica. També va ser professor en diverses universitats americanes.
L'any 1923 es va doctorar amb la tesis titulada "Elementos fónicos que influyen en la entonación castellana".
Va fer diversos estudis sobre gramàtica, fonètica i lexicografia de l'espanyol i pedagogia de la llengua. També va dirigir edicions crítiques (Vida del pícaro Guzmán de Alfarache de Mateo Alemán, Amadís de Gaula, etc.). També va publicar un Diccionario manual de sinónimos y antónimos (1958).
En el camp de la gramàtica i el lèxic, cal destacar el Curso superior de sintaxis española (1943), reeditat diverses vegades. En llengua catalana, realitzà un Estudi fonètic del parlar de Lleida (1931).
Va ser membre d’honor de l’American Association of Teachers of Spanish and Portuguese, membre de la Reial Acadèmia Espanyola des de 1961 i corresponent de l'Institut d’Estudis Catalans, de la Reial Acadèmia de Bones Lletres de Barcelona i de l’Academia de Letras y Artes de Puerto Rico.
El seu fons bibliogràfic va ser donat a la Universitat de Lleida i conté 3.152 monografies (incloent fons antic); 93 títols de publicacions periòdiques i 37 opuscles del filòleg i 771 opuscles d'altres autors. El fons inclou també manuscrits, textos de conferències i material de treball de l'autor. L’arxiu professional, que es conserva al Departament de Filologia i Comunicació, conté documents que el filòleg va produir al llarg de la seva vida, i també documentació relacionada amb la seva feina. Un institut de la seva ciutat natal porta el seu nom.

## Arxiu
El llegat està format per fons bibliogràfic i per material personal/professional. Destaca la seva biblioteca, formada per uns 3000 volums, entre els quals hi ha obres literàries de diferents èpoques, així com col·leccions de publicacions periòdiques especialitzades. Pel que fa als materials personal/professional, està format per separates i opuscles diversos de filòlegs i lingüistes espanyols i estrangers de la seva època, així com manuscrits, textos de conferències i material de treball de Samuel Gili i Gaya.

## Obres
- A la hora. Barcelona: CSIC, Institut M. Cervantes, Institut d'Estudis Pirenaics, 1955.
- Agudeza, modismos y lugares comunes. Zaragoza: Institució Fernando El Católico.
- Andrés Bello y los fundamentos y los fundamentos de la métrica española. Valladolid: Universidad, 1966.
- Apogeo y desintegración de la novela picaresca. Barcelona: Barna SA.
- Aspectes de la poesía de Josep Carner: lliçó inaugural de curs, llegida el 16 d'octubre de 1970. Lleida: Institut d'Estudis Ilerdencs, 1970.
- Centenario del fallecimiento de D. Andrés Bello: discursos leídos el día 30 de octubre de 1965 por los excelentísimos señores don Samuel Gili Gaya, don Melchor Fernández Almagro, don Juan Zaragüeta. Madrid: Institut d'Espanya, 1965.
- Cultismos en la germanía del siglo XVII. Mèxic DF: El Colegio de México; Cambridge Mass: Harvard University, 1953.
- Curso superior de sintaxis española. Barcelona: Biblograf, 1961.
- Curso superior de sintaxis española. Mèxic: Minerva, 1943.
- Ejercicios de composición. Madrid: Ministerio de Educación Nacional, 1965.
- El ritmo en la poesía contemporánea: lecciones profesadas los días 13, 15 y 17 de febrero de 1956. Barcelona: Universidad, Facultad de Filosofía y Letras, 1956.
- Elementos de fonética general. Madrid: Gredos, D.L. 1975. 5a ed. corregida i ampliada.
- Elementos de fonética general. Madrid: Gredos, Cop. 1950.
- Estudi fonètic del parlar de Lleida. Palma: Círculo de Estudios, 1931.
- Estudios de lenguaje infantil. Barcelona: Bibliograf, 1972.
- Galatea o el perfecto y verdadero amor. Madrid, 1948.
- Ideas estéticas y americanismo. Washington: Pan American Union, 1956.
- Imitación y creación en el habla infantil: discurso leído el día 21 de mayo de 1961, en su recepción pública, por el Excmo. Sr. Don Samuel Gili Gaya y contestación del Excmo. Sr. Don Rafael Lapesa Melgar. Madrid: Real Academia Española, 1961.
- Iniciación en la historia literaria universal. Barcelona: Teide, 1949. 2a ed.
- Interpretacio moderna de "Tirant lo blanc": lliçó inaugural de la cátedra de cultura catalana, llegida el 10 de gener de 1968. Lleida: Institut d'Estudis Ilerdencs, 1968.
- La fidelitat poètica de Jaume Agelet i Garriga: lliçó inaugural del curs, llegida el 15 d'octubre de 1971. Lleida: Institut d'Estudis Ilerdencs, 1971.
- La lexicografía académica de siglo XVIII. Oviedo: Universidad, Facultad de Filosofía y Letras, 1963.
- La muerte de Salomé: formación y desarrollo literario de la leyenda. Lleida: Institut d'Estudis Ilerdencs, 1970. 2a ed. corregida i ampliada.
- La muerte de Salomé: formación y desarrollo literario de la leyenda. Lleida: Institut d'Estudis Ilerdencs, 1948.
- La novela picaresca en el siglo XVI. Barcelona: Barna SA.
- La vida de Boecio de Francisco de Moncada.
- L'obra poètica de Joan Maragall: lliçó inaugural de la cátedra de cultura catalana, llegida el 21 d'octubre de 1968. Lleida: Institut d'Estudis Ilerdencs, 1969.
- L'obra poètica de Josep Estadella i Arnó. Barcelona: Centre Comarcal Lleidatà, 1959.
- Notas lexicográficas.
- Notas sobre el mozárabe en la baja Cataluña. Barcelona, 1955.
- Nuestra lengua materna: observaciones gramaticales y léxicas. San Juan: Institut de Cultura Porto-riquenya, 1965.
- "Resumen práctico de Gramática Española". Editorial Nuestro Pueblo - Madrid, València - 1937
- Tesoro lexicográfico: 1492 - 1726. Madrid: CSIC, 1947.
- Versos latinos de Espinel en alabanza de Guzmán de Alfarache. Nova York: Columbia University, 1965.